# Maison de Lobkowicz
 (janvier 2021).
Si vous disposez d'ouvrages ou d'articles de référence ou si vous connaissez des sites web de qualité traitant du thème abordé ici, merci de compléter l'article en donnant les références utiles à sa vérifiabilité et en les liant à la section « Notes et références ».
La maison de Lobkowicz (autrefois écrit Lobkowitz ou Lobkovic) est une ancienne famille noble de Bohême et l'une des plus illustres du Saint-Empire. Elle remonte au XVe siècle et ses membres sont princes du Saint-Empire depuis 1624.

## Histoire
L'ancêtre de la famille était un paysan modeste mais propriétaire de sa terre, Martin z Újezd (d'après le village d'Újezd près de Česká Lípa) décédé avant 1397. Son fils Mikuláš Chudý d'Újezd, éduqué par des religieux, sera diplômé de la Faculté de philosophie de l'université de Prague. En 1401, il devient scribe urbain à Kutná Hora. Il servira plus tard le roi Venceslas IV, dont il obtient la faveur et l'acquisition du village de Lobkovice près de Neratovice, et dont sa descendance, la « Maison de Lobkovice », prend le nom.
Jan Hus a également utilisé l'influence de Mikuláš sur le roi, lui demandant de négocier le changement des droits de vote à l'université de Prague, ce qui a abouti en 1409, avec la publication du décret Kutnohorský. En 1417, Mikuláš est nommé « scribe suprême du royaume de Bohême ». Sur ordre du roi, il obtient plusieurs forteresses de la noblesse rebelle (Hasištejn, Nový Hrad, Hněvín, Most, Přimda), qui sont converties en fiefs et reçoivent le privilège féodal d'immédiateté. Cependant, seul Hasištejn est offert par le roi en possession héréditaire pour son conseiller Mikuláš, dont le fils échangera ses droits sur les autres fiefs contre l'imposant château de Hluboká. La faveur de Mikuláš (décédé en 1435) pose les bases aristocratiques de sa famille, figurant rapidement parmi les principales familles nobles du royaume de Bohême.
Parmi les personnages les plus connus de la famille, on trouve Bohuslas Hassenstein de Lobkowitz (en) (1461-1510), écrivain et humaniste, né au château de Hasištejn près de Kadaň, en Bohême. Il fut en outre un voyageur, essayiste et poète à succès.
Le premier prince de Lobkowicz est Zdeněk Adalbert Lobkowicz (1568-1628), chef du parti catholique durant la guerre qui oppose alors protestants et catholiques tchèques. Après la victoire des catholiques à la bataille de la Montagne Blanche (8 novembre 1620), Ferdinand II l'élève en 1624 au rang de prince du Saint-Empire (« Fürst »).
Sa femme Polyxena de Pernstein (1566-1642), héritière des barons disparus de Pernštejn, est connue pour avoir fait don à l'église des Carmélites de Prague, d’une célèbre statuette de cire, l'Enfant Jésus de Prague, aux propriétés miraculeuses.
Leur fils, Wenceslas-Eusèbe (en allemand : « Wenzel Eusebius von Lobkowicz (de) ») (1609-1677), est Feldmarschall et premier ministre du Saint-Empire avant de tomber en disgrâce.
Johann Georg Christian von Lobkowitz (1686-1755), fils du prince Ferdinand Auguste (1655-1715), est nommé Feldmarschall du Saint-Empire.
Le prince Joseph Franz von Lobkowitz (1772 - 1816), premier duc de Raudnitz (Roudnice nad Labem (en allemand : Raudnitz an der Elbe)) fut un grand amateur de musique et l'un des trois mécènes de Ludwig van Beethoven. C'est à lui que ce dernier dédia ses troisième, cinquième et sixième symphonies, ainsi que le Triple Concerto.
L'époque contemporaine est marquée pour les Lobkowicz par une farouche opposition au nazisme[réf. nécessaire] d'abord et au communisme ensuite.

## Branches
Au cours de son histoire, cette maison s'est divisée en cinq branches : 
- les Lobkowicz de Křimice (Plzeň)
- les Lobkowicz de Roudnice
- les Lobkowicz de Dolni Beřkovice (près de Mělník)
- les Lobkowicz de Mělník
- les Lobkowicz, branche belge

## Liens de filiation entre les personnalités
- Zdeněk Adalbert Lobkowicz (1568-1628) épouse Polyxena de Pernstein (1566-1642).
  - (en allemand : « Wenzel Eusebius von Lobkowicz (de) ») (1609-1677)
    - Ferdinand Auguste Léopold de Lobkowicz (1655-1715) épouse Claudia Franziska von Nassau-Hadamar.
      - Philipp Hyacinth von Lobkowicz (1680-1734) épouse Anna Maria Wilhelmine von Althann 1703-1754
        - Ferdinand Philipp Joseph von Lobkowicz (1724-1784) épouse Gabriella Maria di Savoia-Carignano.
          - Joseph Franz von Lobkowitz (1772-1816) épouse Karoline de Schwarzenberg.
            - Joseph François Charles von Lobkowicz (1803-1875) épouse sa cousine Marie-Sidonie von Lobkowicz.
              - Auguste Georges Ferdinand von Lobkowicz (1862-1921) épouse Marie Irma Palffy von Erdöd.
                - Edouard de Lobkowicz (1899-1959) épouse Anita Lihme.
                  - Édouard de Lobkowicz (1926-2010), ambassadeur de l'ordre souverain de Malte au Liban. Il épouse Françoise de Bourbon-Parme.
                    - Charles-Henri de Lobkowicz (1964), restaurateur du château de Fourchaud et du château du Vieux Bostz à Besson (Allier).

            - Jean Lobkowicz (1799-1878) épouse Caroline von Wrbna und Freudenthal.
              - Franz Lobkowicz (1839-1898) épouse Kunigunde de Sternberg.
                - Jaroslav Aloys de Lobkowicz (1877-1953), prince de Lobkowicz, duc de Raudnitz, comte princier de Sternstein. Il épouse Marie Thérèse Ernestine de Beaufort Spontin.
                  - Jaroslav Lobkowicz (1910-1985), député 1998-2006, chef de la branche de Křimice. Il épouse Gabrielle von Korff.
                    - František Václav Lobkowicz (1948-2022), évêque d'Ostrava et Opava

                  - Ladislav de Lobkowicz (1925-1985) épouse Thérèse Cornet d'Elzius du Chenoy.
                    - Stéphane de Lobkowicz, chef de la branche belge admise dans la noblesse officielle du royaume avec le titre de prince et prédicat d'altesse sérénissime.
                      - Ariane de Lobkowicz d'Ursel, députée à la région de Bruxelles-Capitale.

      - Johann Georg Christian von Lobkowitz (1686-1755).

Non rattachés :
- Michal Lobkowicz, député tchèque (1992-2002, 1997-1998), ministre de la Défense de la République tchèque (1998) ;
- Jiří Lobkowicz, homme politique, chef de la branche de Mělník.

## Titres et honneurs
- Baron du Saint-Empire par diplôme du 3 août 1459
- Prince du Saint-Empire[1] par diplôme de l'empereur Ferdinand II du 17 août 1624
- Comte princier de Sternstein[1] par diplôme de l'empereur Ferdinand III du 23 août 1641 à la suite de l'érection en comte-princier de la seigneurie d'Empire de Neustadt
- Duc de Sagan[1] le 9 juillet 1646 à la suite de l'acquisition de ce duché et jusqu'à sa cession en 1785
- Duc de Raudnitz[1] par diplôme du 3 mai 1786 en remplacement du titre perdu par la cession de Sagan
- Magnat de Hongrie[1]
- Autorisation par la Diète germanique de porter le prédicat d'Altesse Sérénissime le 18 août 1825
- Trésorier héréditaire du Royaume de Bohême[1] en 1833
- Extension en Autriche de la qualification d'Altesse Sérénissime à tous les membres 27 avril 1869
- Prince de Lobkowicz avec autorisation de porter le prédicat d'Altesse Sérénissime pour tous par le roi Baudouin de Belgique en 1958
- Seigneur de Raudnitz[1]
- Seigneur de Haut-Chlumetz[1]
- Seigneur de Bilin[1]
- Seigneur de Eisenberg[1]
- Seigneur de Neundorf[1]
- Seigneur de Liebshausen[1]
- Seigneur de Mulhausen[1]
- Seigneur de Enzowan[1]
- Seigneur de Brosan[1]
- Seigneur de Mireschowitz[1]
- Seigneur de Schreckenstein[1]
- Seigneur de Skreischow[1]
- Seigneur de Libeschitz[1]
- Seigneur de Pfannberg[1]
- Seigneur de Weiher[1]

## Portraits

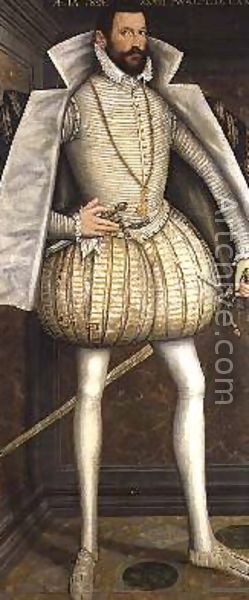
Ladislas III, Baron de Lobkowicz (1537-1609)
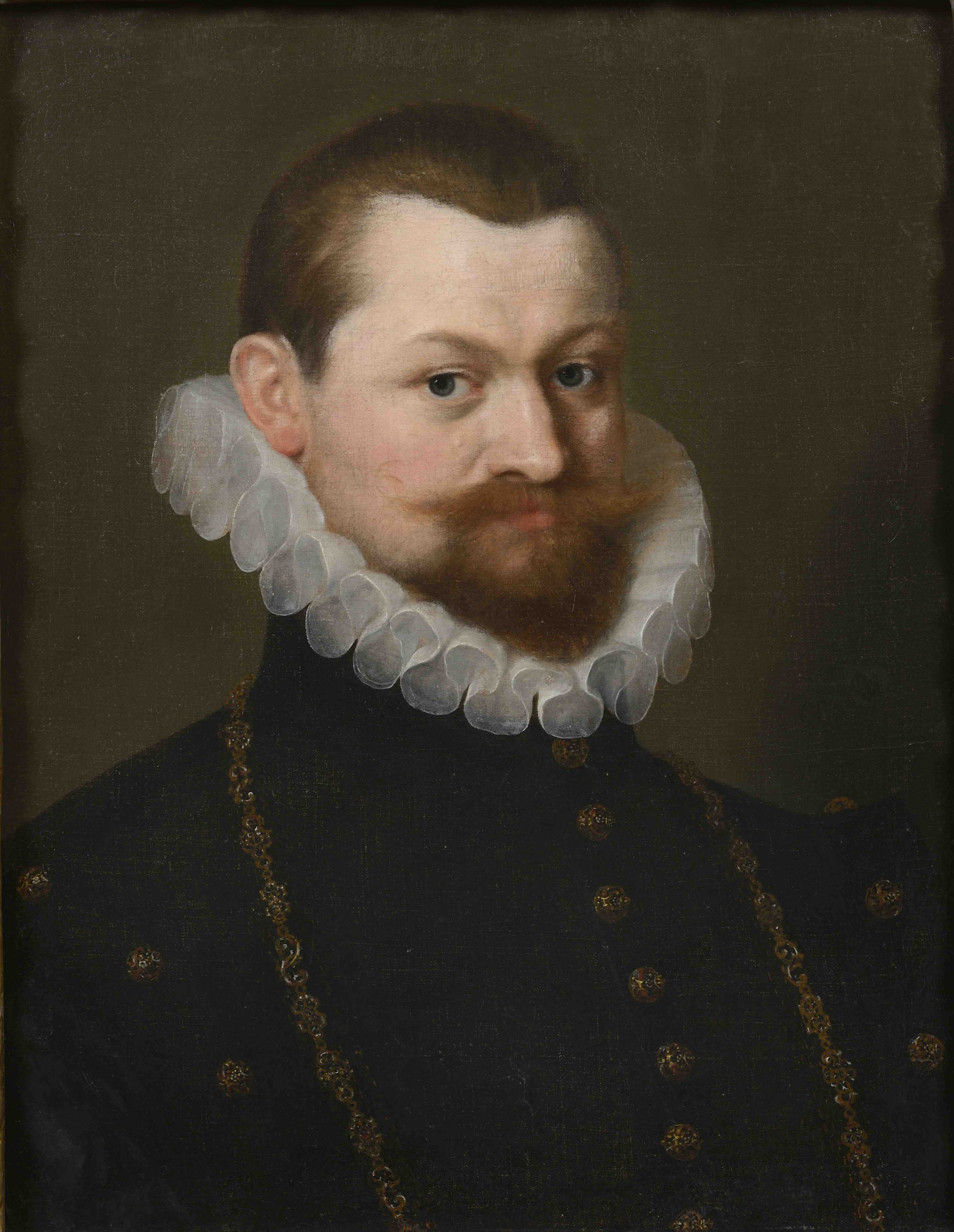
Zdenek Adalbert, 1er Prince de Lobkowicz (1568-1628)
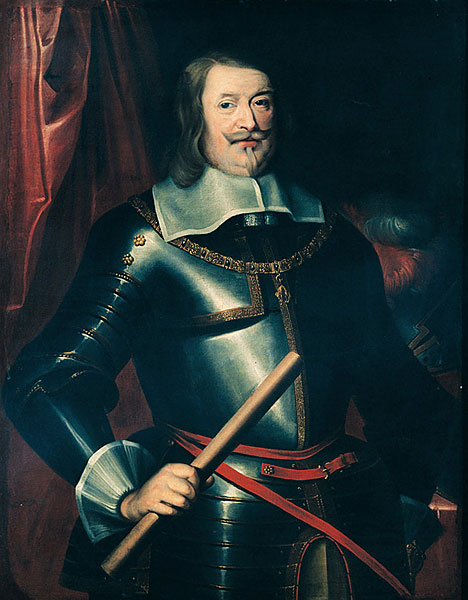
Waclav Eusèbe, 2ème Prince de Lobkowicz, Duc de Sagan (1609-1677)
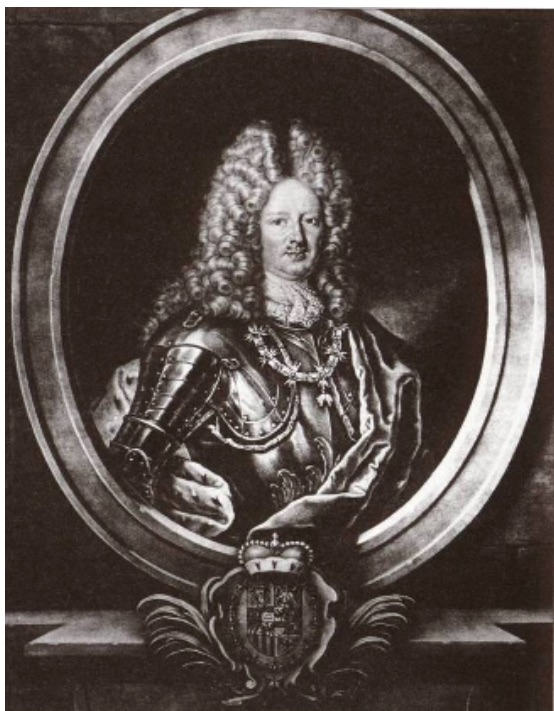
Ferdinand Auguste, 3ème Prince de Lobkowicz, Duc de Sagan (1655-1715)
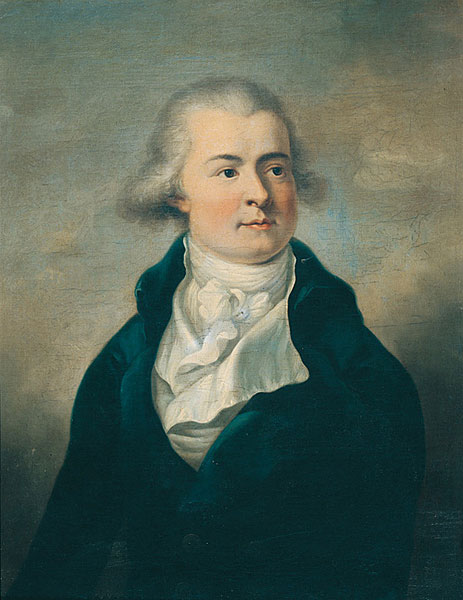
François Joseph, 7ème Prince de Lobkowicz, 1er Duc de Raudnitz (1784-1816)
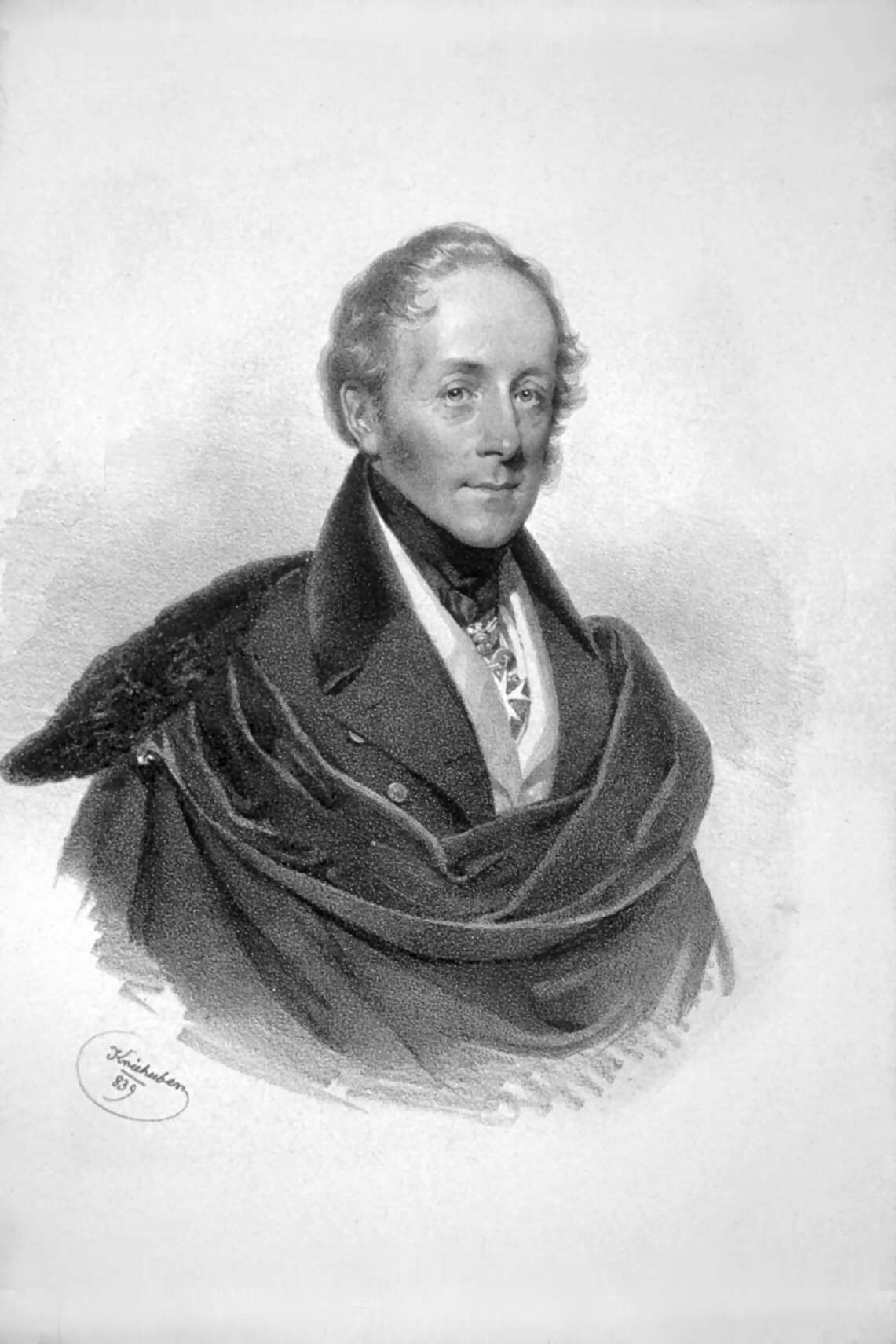
Ferdinand Joseph, 8ème Prince de Lobkowicz, 2ème Duc de Raudnitz (1797-1868)
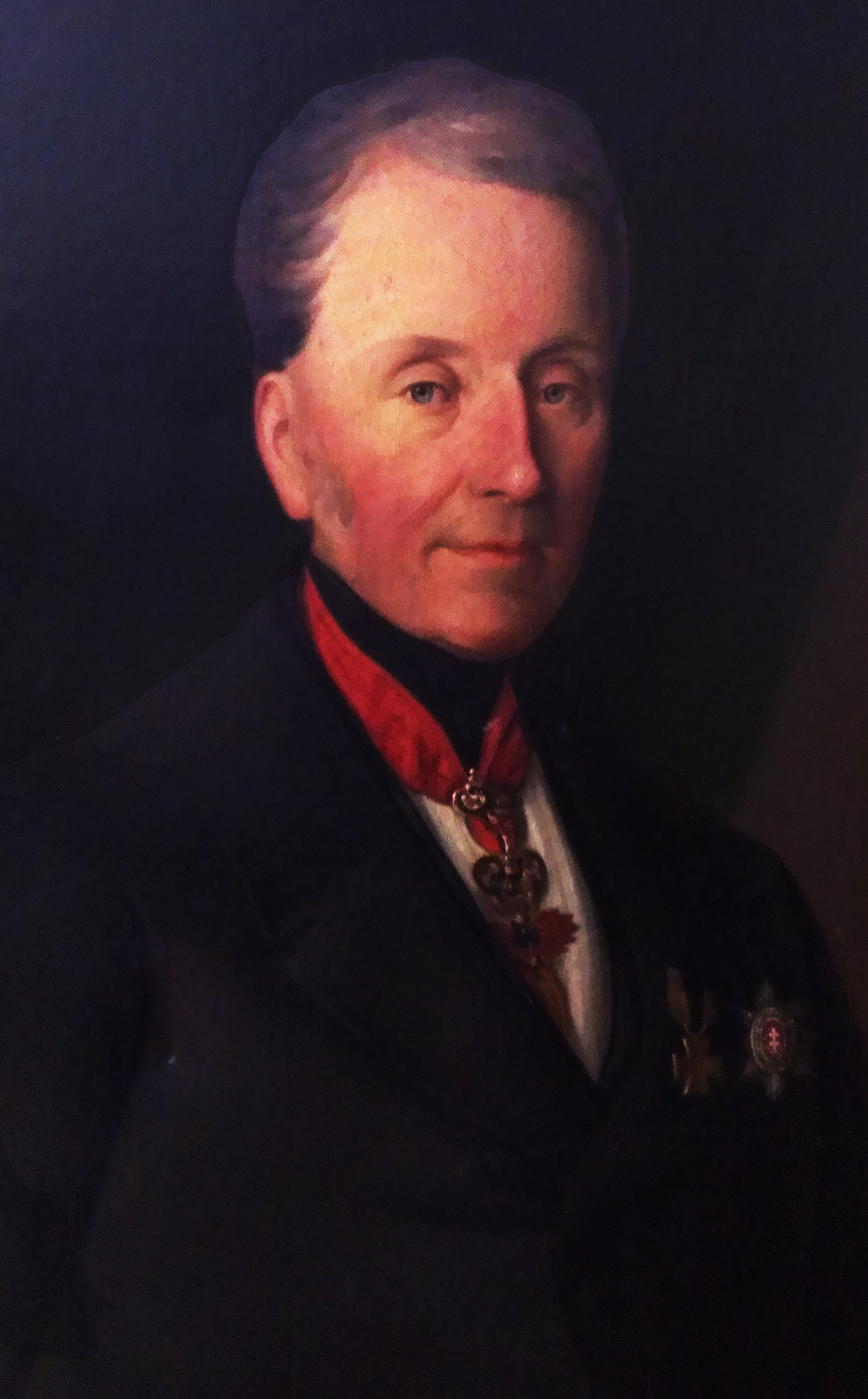
Ferdinand Joseph, 8ème Prince de Lobkowicz, 2ème Duc de Raudnitz (1797-1868)
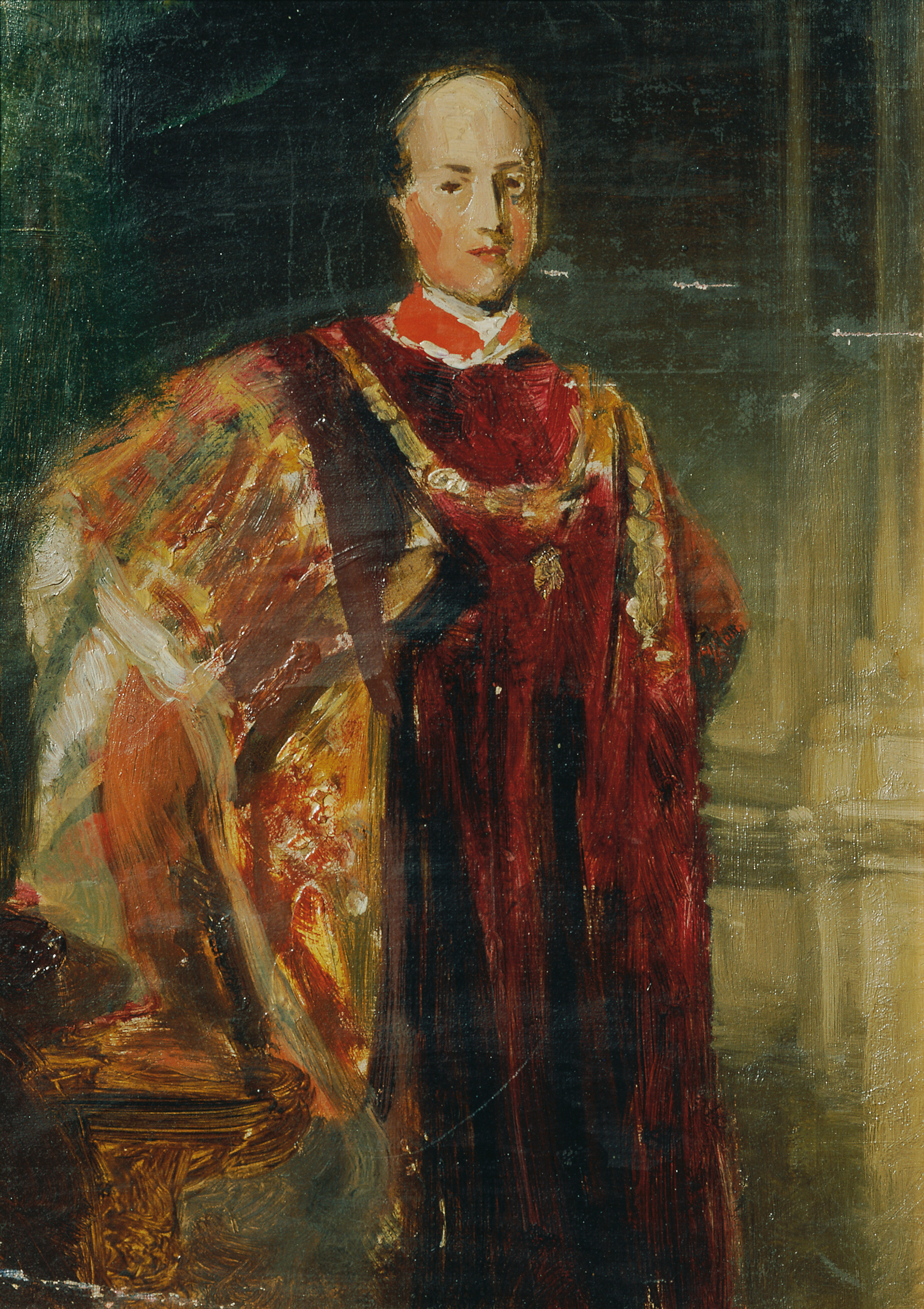
Le prince Ferdinand de Lobkowicz
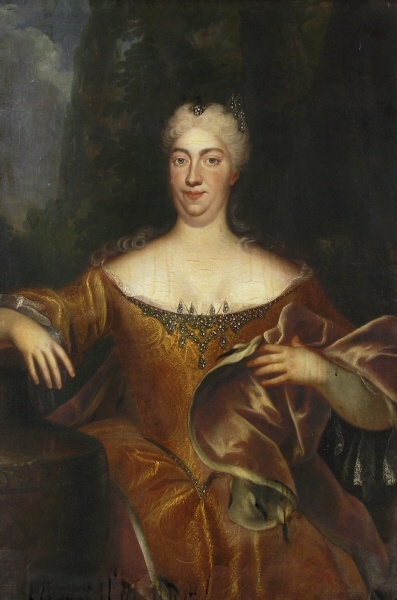
La princesse Eléonore Amélie de Lobkowicz (1682-1741)
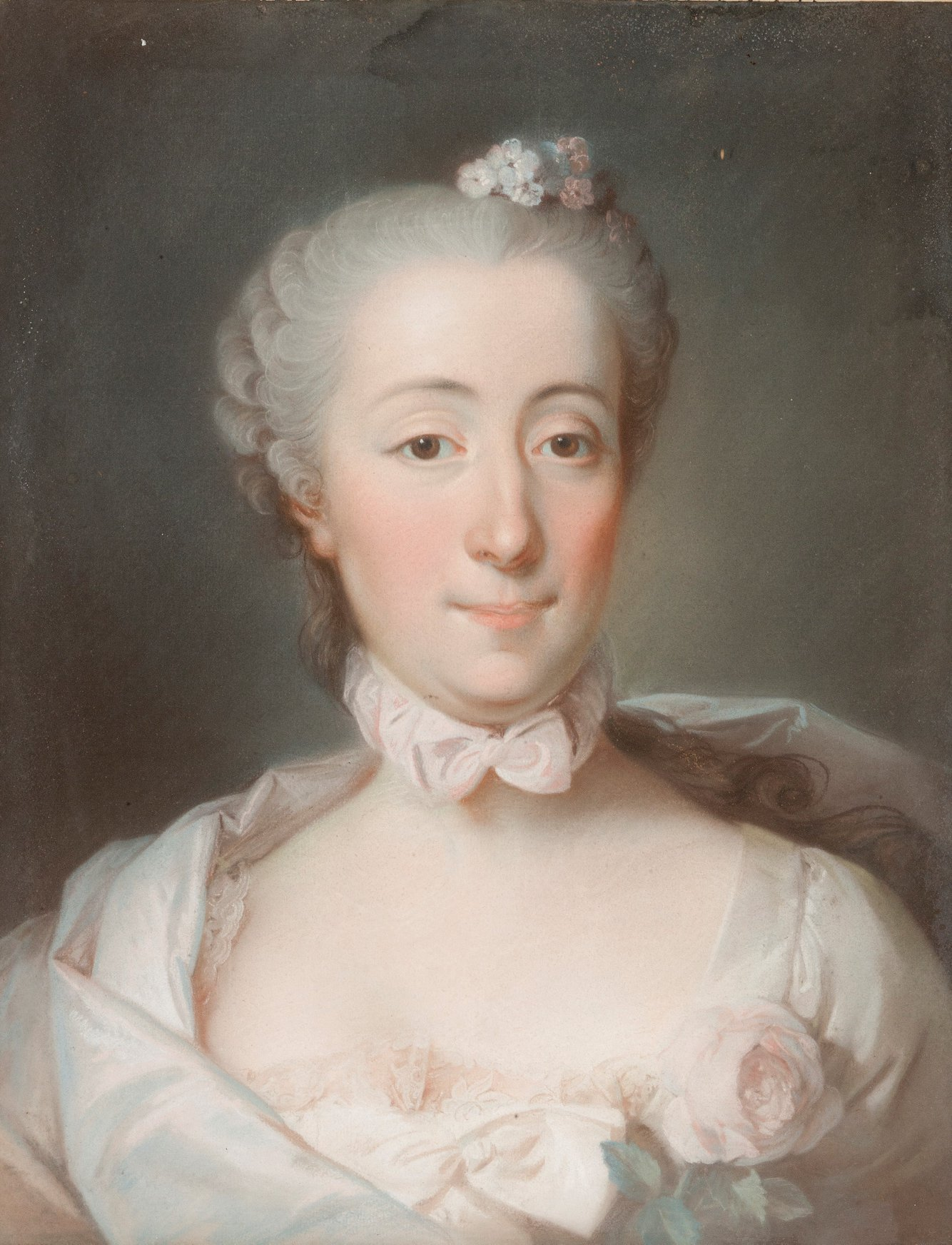
La princesse Eléonore de Lobkowicz, Duchesse d'Ursel (1721-1756)
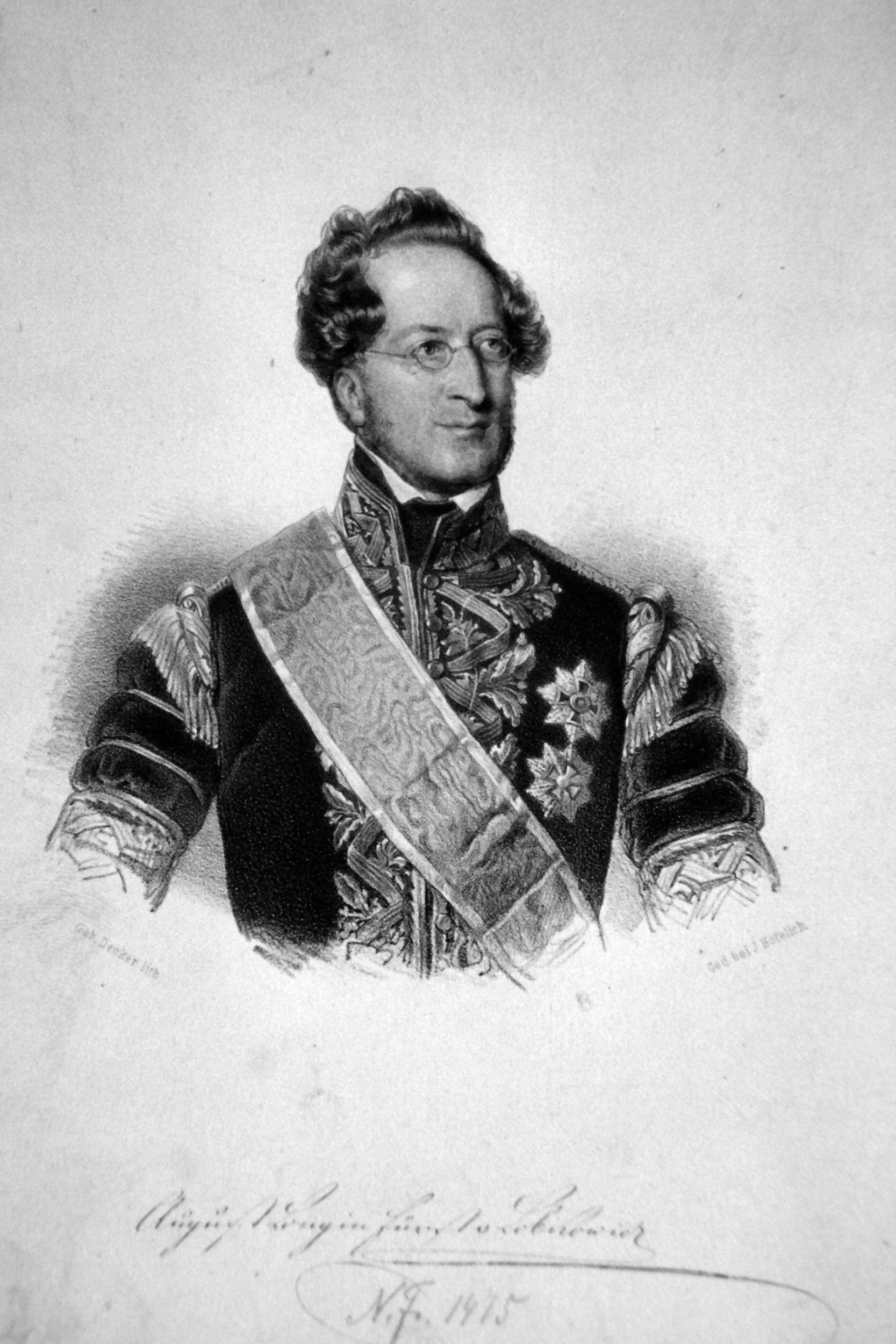
Le prince Auguste de Lobkowicz (1797-1842)
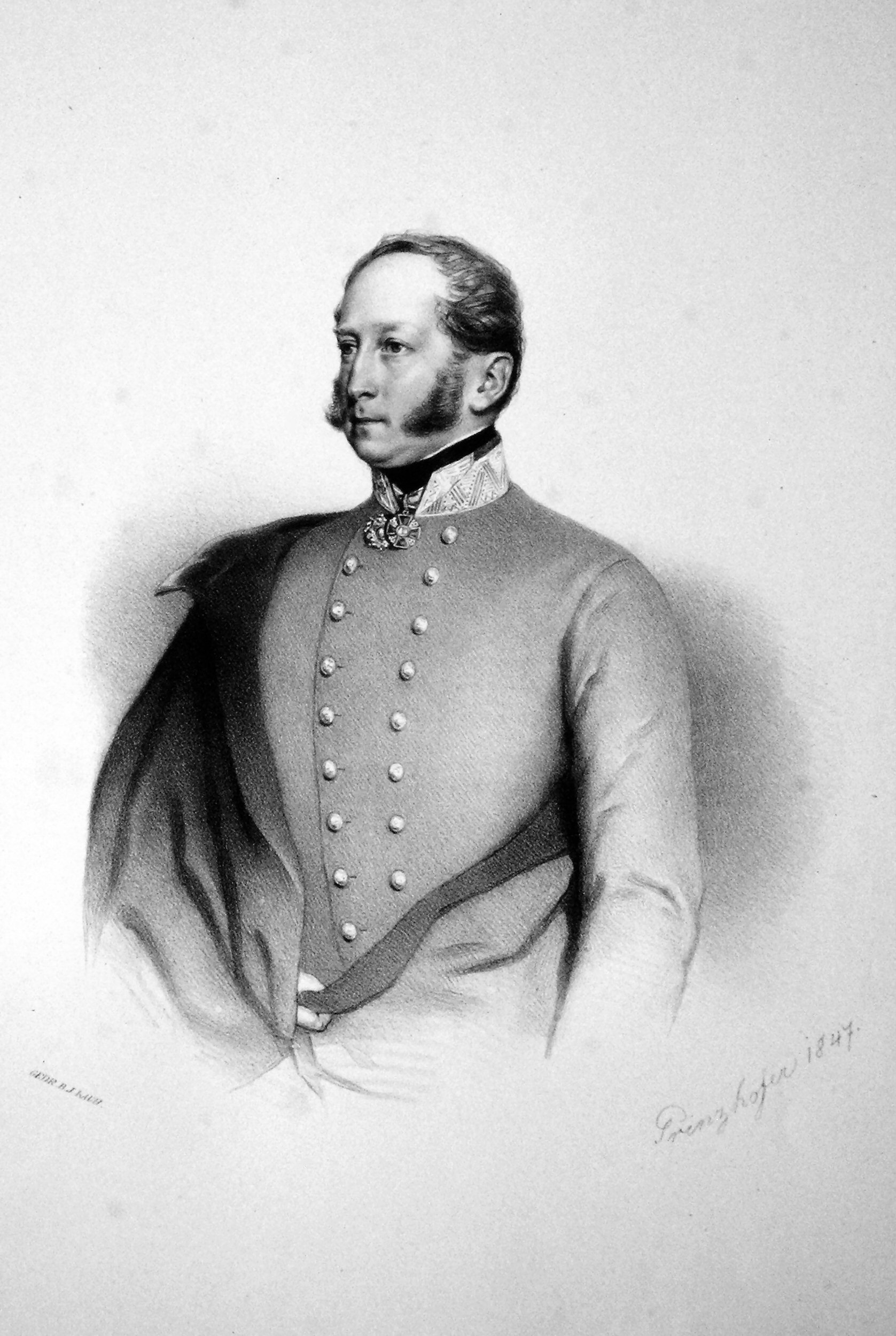
Le prince Joseph François Charles de Lobkowicz (1803-1875)
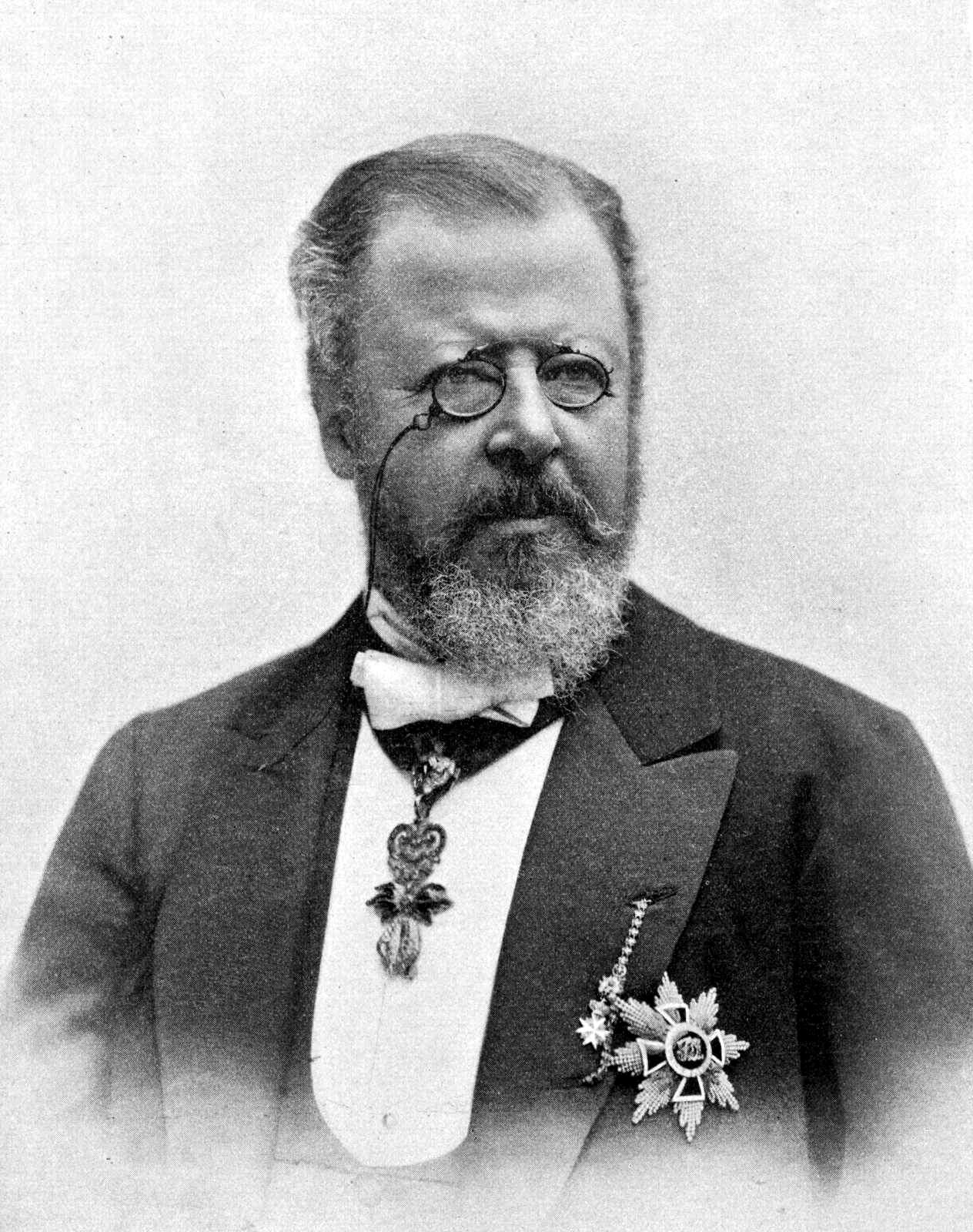
Le prince Georges Christian de Lobkowicz (1835-1908)

## Armes
| Image | Armoiries |
| ----- | --- |
|       | Armes primitives de Nicolas Popel de Lobkowicz : d'argent au chef de gueules. Cimier est encrier et plume d'écriture. |
|       | Les armes de la Maison de Lobkowicz à partir de 1624 se blasonnent ainsi : écartelé aux 1 et 4 d'argent au chef de gueules (qui est Popel de Lobkowicz); aux 2 et 3 d'argent à une aigle de sable becquée membrée et couronnée d'or posée en bande, chargée sur la poitrine d'un croissant du même s'étendant en demi-cercles tréflés sur les ailes (qui est Plichta de Zirotin). Manteau des Princes du Saint-Empire, collier de chevalier de la toison d'or. L'aigle est l'héritage héraldique (par mariage) de la famille disparue de Zirotin (depuis 1459). |
|       | Les grandes armes de la Maison de Lobkowicz (depuis 1651) se blasonnent ainsi : Parti d’un, coupé de deux, et sur le tout de Lobkowicz et de Zirotin. Au 1, d’or à la tête de bison de sable, pleyon d’or et posée de front (qui est baron de Pernstein); au 2, de gueules à l’ange naissant d’or aux ailes de sinople (pour le duché de Sagan); au 3, d’azur au rocher à trois pointes d’argent, surmontées de trois étoiles d’or (pour le comté princier de Störnstein); au 4, d’azur au lion rampant couronné d’or (anciennes armoiries de la principauté Sagan); au 5, d’or à trois pals de sable (domaine de Neustadt partie Störnstein); au 6, d’or à l’aigle déployée de sable, chargée en cœur d’un croissant d’argent (armoiries du pais Silésie). Et sur le tout: écartelé, aux 1 et 4 coupés de gueules et d’argent (prince de Lobkowicz); aux 2 et 3, d’argent à une aigle de sable, mise en bande, couronnée et membrée d’or, chargée en cœur d’un croissant aux pointes fleuronnées du même (baron de Zirotin). Ces armes sont timbrées de quatre casques ouverts et couronnés. Le 1er est surmonté d’un chapeau renversé de gueules (initialement encrier), duquel sort une plume d’autruche (orig. de Lobkowicz). Le 2e est surmonté de la tête de bison du 1er quartier (de Pernstein). Le 3e est surmonté de six bannières d’argent, bordées de gueules, à bâtons du même (pour le comté de Sternstein du 3e quartier). Le 4e est surmonté d’un échiquier triangulaire d’argent et de gueules, orné d’une aigrette de plumes de paon (pour la principauté de Silésie du 6e quartier). Au manteau des princes du Saint-Empire avec une couronne princière. Devise: Popel jsem a popel budu (tchèque: Poussière je suis, poussière je resterai). |